# Peral de Arlanza
Peral de Arlanza est une commune d'Espagne dans la communauté autonome de Castille-et-León, province de Burgos. Elle s'étend sur 29,03 km2 et comptait environ 153 habitants en 2011.